# Iris neumayeri
Iris neumayeri là một loài thực vật có hoa trong họ Diên vĩ. Loài này được Janch. ex Holub miêu tả khoa học đầu tiên năm 1993.